# Гопкінтон
Гопкінтон (англ. Hopkinton) — місто (англ. town) в США, в окрузі Вашингтон штату Род-Айленд. Населення — 8398 осіб (2020).

## Демографія

### Перепис 2010
Згідно з переписом 2010 року, у місті мешкало 8188 осіб у 3196 домогосподарствах у складі 2244 родин. Було 3458 помешкань
Расовий склад населення:
| - 95,8 % — білих - 0,9 % — корінних американців - 0,7 % — азіатів - 0,5 % — чорних або афроамериканців |

До двох чи більше рас належало 1,5 %. Частка іспаномовних становила 1,8 % від усіх жителів.
За віковим діапазоном населення розподілялося таким чином: 22,5 % — особи молодші 18 років, 63,9 % — особи у віці 18—64 років, 13,6 % — особи у віці 65 років та старші. Медіана віку мешканця становила 43,2 року. На 100 осіб жіночої статі у місті припадало 98,2 чоловіків; на 100 жінок у віці від 18 років та старших — 96,2 чоловіків також старших 18 років.
Середній дохід на одне домашнє господарство становив 94 696 доларів США (медіана — 85 863), а середній дохід на одну сім'ю — 104 598 доларів (медіана — 92 575). Медіана доходів становила 53 194 долари для чоловіків та 52 039 доларів для жінок. За межею бідності перебувало 5,2 % осіб, у тому числі 7,9 % дітей у віці до 18 років та 6,9 % осіб у віці 65 років та старших.
Цивільне працевлаштоване населення становило 4826 осіб. Основні галузі зайнятості: освіта, охорона здоров'я та соціальна допомога — 26,7 %, виробництво — 13,6 %, мистецтво, розваги та відпочинок — 11,9 %.

### Перепис 2000
За даними перепису 2000 року
на території муніципалітету мешкало 7 836 людей, було 2 965 садиб.
Густота населення становила 70,4 осіб/км². З 2 965 садиб у 35,2 % проживали діти до 18 років, подружніх пар, що мешкали разом, було 61,9 %,
садиб, у яких господиня не мала чоловіка — 7,7 %, садиб без сім'ї — 26,4 %.
Власники 9,4 % садиб мали вік, що перевищував 65 років, а в 21 % садиб принаймні одна людина була старшою за 65 років. Кількість людей у середньому на садибу становила 2,64, а в середньому на родину 3,07.
Середній річний дохід на садибу становив 52 181 доларів США, а на родину — 59 143 доларів США. Чоловіки мали дохід 39 804 доларів, жінки — 29 189 доларів. Дохід на душу населення був 23 835 доларів. Приблизно 3,3 % родин та 4,8 % населення жили за межею бідності.
Медіанний вік населення становив 38 років. На кожних 100 жінок віком понад 18 років припадало 96,9 чоловіків.

## Відомі уродженці
- Едвард Лі Ґрін (1843 — 1915) — американський ботанік, систематик та колекціонер рослин.